# Сентинел (транспортное средство)

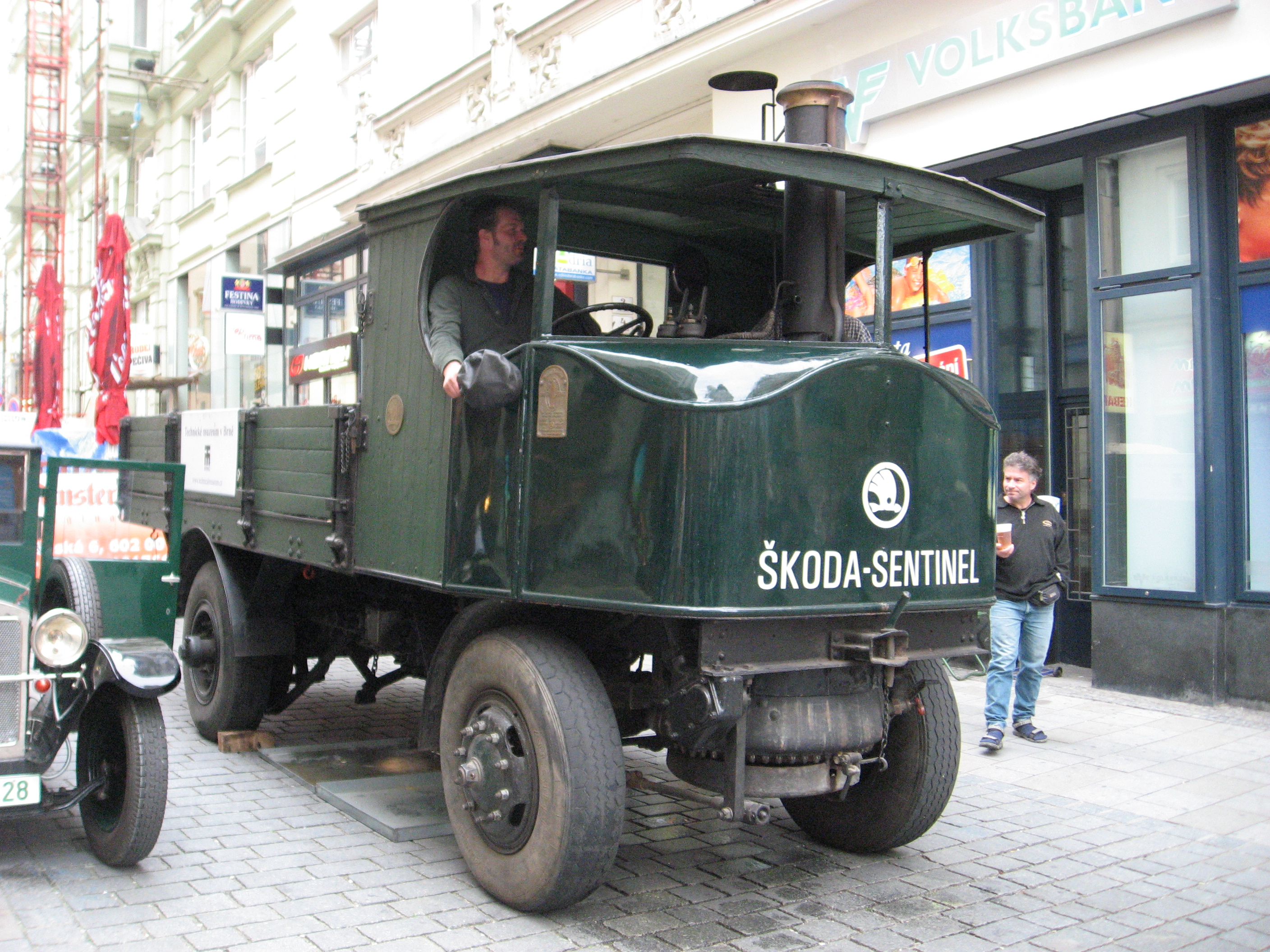
Шкода Сентинел (1924—1935)

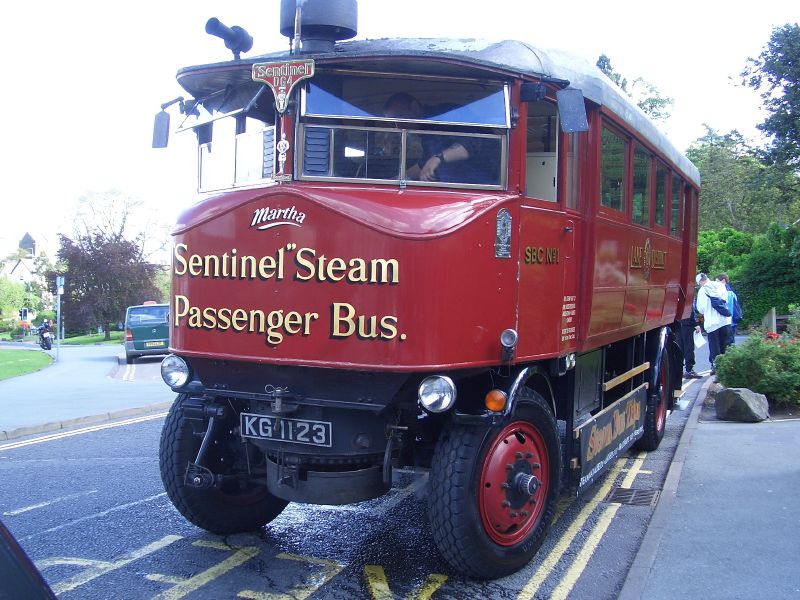

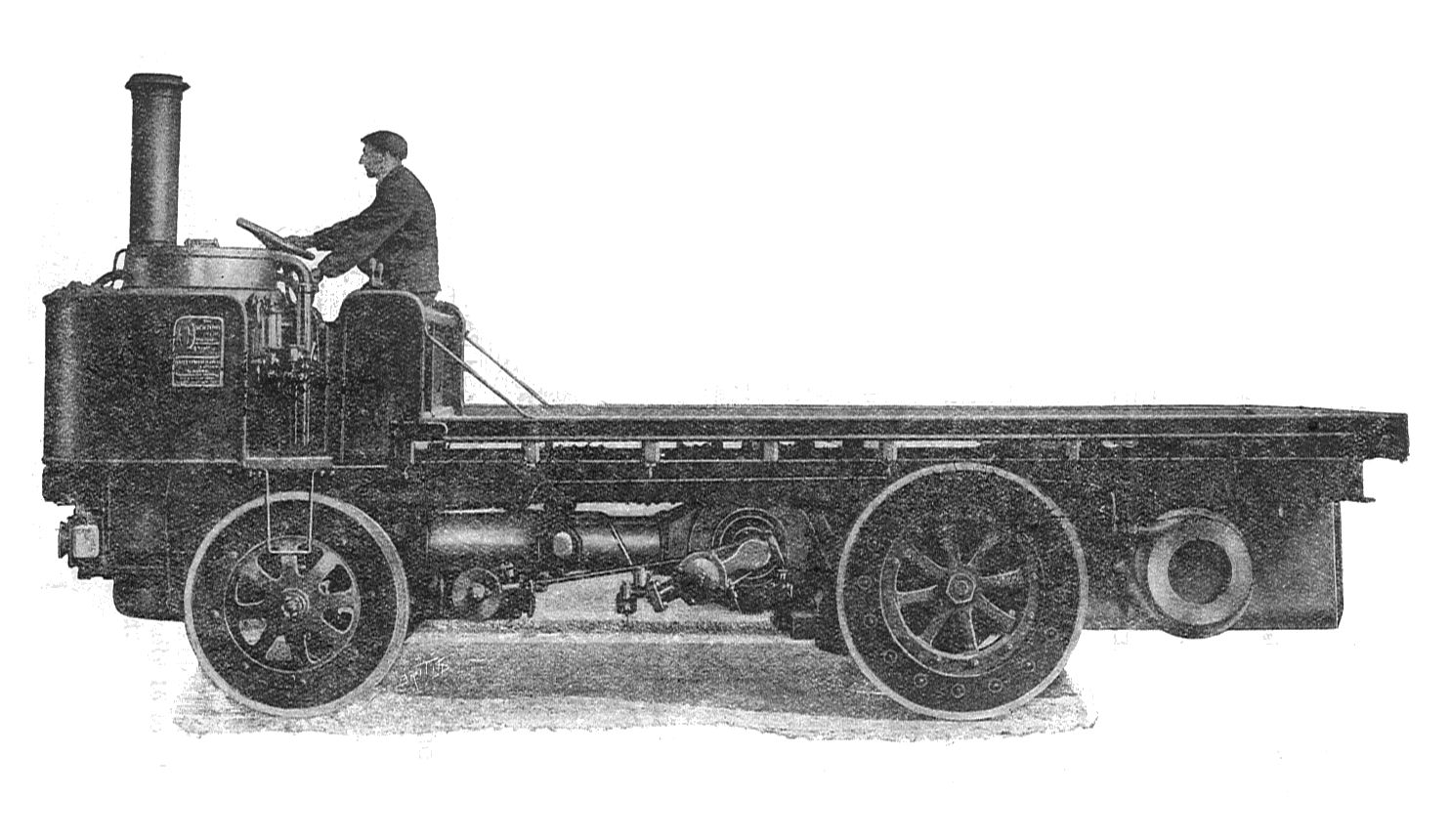
1911

Сентинел (англ. Sentinel — Страж) - наименование нескольких моделей парового грузовика первой половины 20-го века, выпускавшихся британской компанией Sentinel Waggon Works и другими компаниями по лицензии.

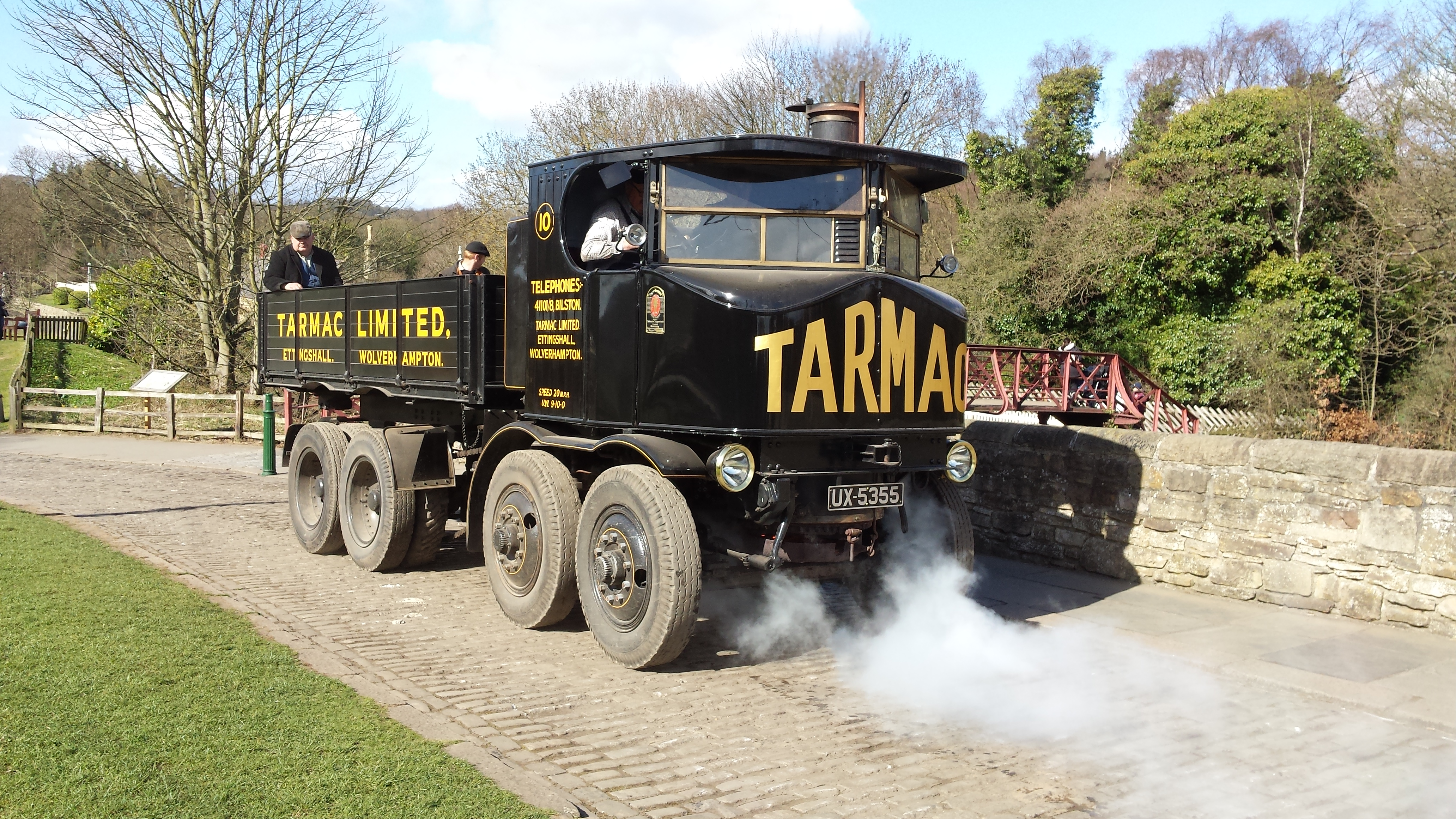
В 1929~30 гг. было изготовлено несколько опытных образцов «DG8» (8x2) грузоподъемностью 14,5~15,0 т и полной массой 23 т.

## История
Паровые грузовики производились компаниями Сентинел Ваггон Уоркс Лтд., Шрусбери, Англия, и компанией «Ричард Гарретт & Сонс» , Лейстон, Суффолк в Великобритании, в континентальной Европе (по лицензии) - Сентинел Шкода в Пльзене .
Грузовики отличались высокой надежностью и низкими эксплуатационными расходами. Благодаря всеядности парового двигателя они подходили для эксплуатации в тяжелых условиях: на бездорожье и на строительных площадках. Недостатком являлся небольшой запас хода: топлива (то есть угля) хватало лишь на 40 км, воды (при полной мощности) только на 25 км. Для раскочегаривания агрегата требовалось 30 минут. Было создано множество вариантов кузова.
«Лебединая песня» паровых грузовиков в Англии приходится на Первую Мировую войну во время которой спрос на военную технику такого типа поднялся до невиданных масштабов. После войны спрос на паровики пошел на спад, но благодаря консервативности британского менталитета и упорству производителей, такая техника имела довольно широкое распространение. Паровики были востребованы для перевозки грузов в горячем состоянии, которые подогревались паром, например, битума. В Великобритании паровые грузовики были особенно популярны до 1933 года, когда законодатели ввели налог на грузовой транспорт, основанный на массе машины, что поставило тяжёлые паровые грузовики в невыгодное положение по сравнению с карбюраторными машинами и, с другой стороны, в 1934 уменьшили тарифы на импортные нефтепродукты (в то время когда паровые грузовики «Сентинел» работали на недорогом местном угле). Энтузиасты паровых автомобилей склонны объяснять это как результат политического давления со стороны США, которые в то время являлись главным экспортёром нефтепродуктов. К концу 1930-х грузовики серии «5» выпускались по спецзаказам. Паровые машины однако отличаются несравненной долговечностью и во время второй мировой войны в британской армии служило 200 машин первой серии «Стандард». В угольной промышленности такая техника использовалась и после войны и одним из последних (возможно самым последним) паровиков «Сентинел» был самосвал 6x4, поставленный в 1951 г. в один из английских угольных карьеров. Интересным сюрпризом был заказ на 250 машин, неожиданно полученный в 1949 г. от морского департамента Аргентины. Многие паровые грузовики продолжают работать и по сей день в качестве туристских автобусов и музейных экспонатов на ходу.

### История производства паровых грузовиков компанией Сентинел
- 1875- Stephen Alley и John Alexander MacLellan открыли компанию Sentinel Engineering Works в Глазго, производя линейку клапанов для промышленных пользователей. В течение этого периода фирма под названием «Симпсон и Бибби» (Simpson & Bibby) была основана на конвейерном металлургическом заводе в Шропшире, и они получили несколько патентов на дорожные транспортные средства.
- В 1896 году ограничения, влияющие на автомобильные перевозки были ослаблены, что позволило транспортным средствам легче трёх тонн путешествовать со скоростью до 12 миль в час (19 км/ч) без красного флага.
- 1903 — Alley & MacLellan приобрела бизнес Simpson & Bibby и передала производство в Глазго, взяв с собой обоих Симпсона и Бибби вместе со своим дизайнером Даниэлем Симпсоном.Паровой двигатель Сентинел. 1905

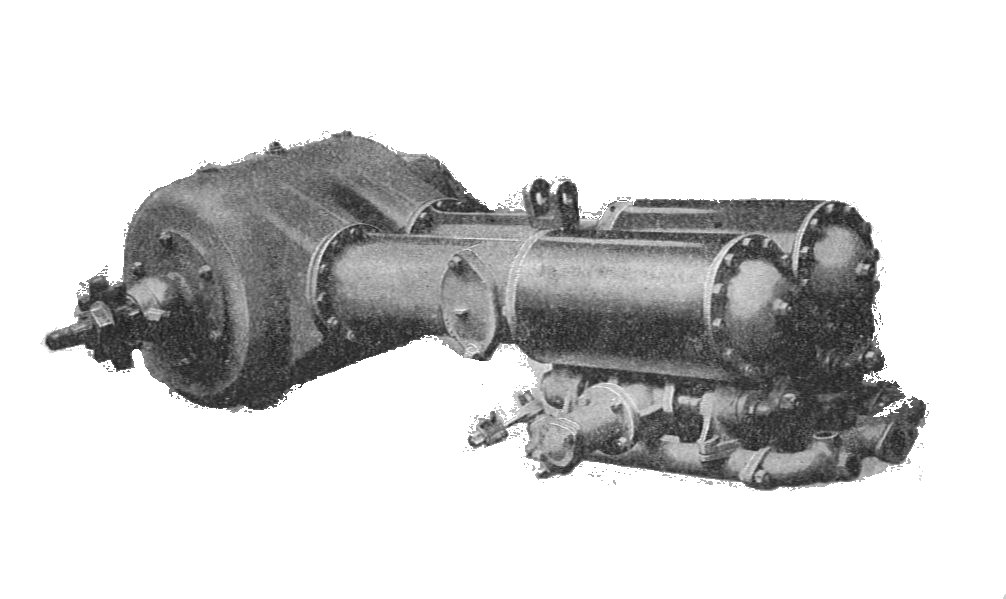
Паровой двигатель Сентинел. 1905

- 1905 год. Была выпущена первая паровая грузовая машина — фургон Sentinel, обычно называемый «Стандартной».
- 1914 — Твердые резиновые шины стали стандартными на всех машинах. Отсутствие производственный мощностей в Глазго побудило компанию переехать в Шрусбери. В октябре компания начала сборку модульной фабрики в Глазго и возведение ее на новом месте в Шрусбери.
- 1915 — В июле была введена в эксплуатацию новая фабрика в Шрусбери, Даниэль Симпсон в роли директора и Джорджа Вудвина в качестве распоредителя работ. Во время Первой мировой войны компания поставила около 200 паровых машин для военного использования.
- 1917 — Компания Alley & MacLellan была приобретена компанией William Beardmore & Co Ltd.
- 1918 — Стивен Элли продал все свои паи в компании Alley & MacLellan и купил полноценное производственное предприятие в Шрусбери. Он создал новую компанию под названием Sentinel Waggon Works Ltd и стал ее председателем и управляющим директором. После финансовых проблем компания была переименована в Sentinel Waggon Works (1920) Ltd.
- 1923 год. Был выпущен последний «стандартный» грузовик (№ 4426). С 1905 года было построено в общей сложности 3 746 таких машин. В том же году была выпущена первая машина «Super Sentinel waggon» (5001). Этот грузовик был легче по весу и дешевле прежней модели «Стандарт». Он имел дифференциал, встроенный в коленчатый вал двигателя, но сохранил двухцилиндровый паровой двигатель двойного действия. Прототип буксира «Super Tractor» (Works No.5044) был спроектирован для буксировки прицепов и был также выпущен сочлененный 6-колесный Super Sentinel (Works No.5020), из которых 20 были впоследствии построены.
- 1923 год. Была введена новая конвейерная линия, основанная на заводе Генри Форда в США, (выпускавшего модели Форд-T) производящая новую модель «Sentinel Super waggon». В итоге было произведено в общей сложности 1550 таких автомобилей.
- 1925 — Создана отдельная компания под названием Sentinel Industrial Locomotives Ltd для производства паровых железнодорожных локомотивов и вагонов.
- 1933 — Паровые грузовые машины к тому времени уже заменялись дизельными грузовыми автомобилями, и поэтому линейка грузовиков Sentinel была постепенно выведена из производства. Компания Sentinel купила компанию Garner Motors, производителя бензиновых и дизельных грузовиков, и передала производство в Шрусбери.
- 1936 — Стивен Элли продал все свои акции в компании, но компания понесла финансовые убытки, в результате чего он купил акции обратно. Однако им пришлось продать Garner Motors, чтобы выжить.
- 1939 год. Во время Второй мировой войны фабрика была переведена на военную производство и производила пулеметы Брен, а также выпускала гильзы для снарядов и проводила ремонт военных транспортных средств.
- 1941 — Стивен Элли снова продал все свои акции компании Metal Industries Ltd, у которой был капитал для расширения завода.
- 1947 — завод уже ремонтировал и обслуживал паровозы и дизельные грузовики, и они решили изготовить собственный ассортимент дизельных грузовиков и автобусов, изменив название на Sentinel (Shrewsbury) Ltd. После получения заказа от Аргентины паровые грузовики не производились.[1]

## Škoda Sentinel

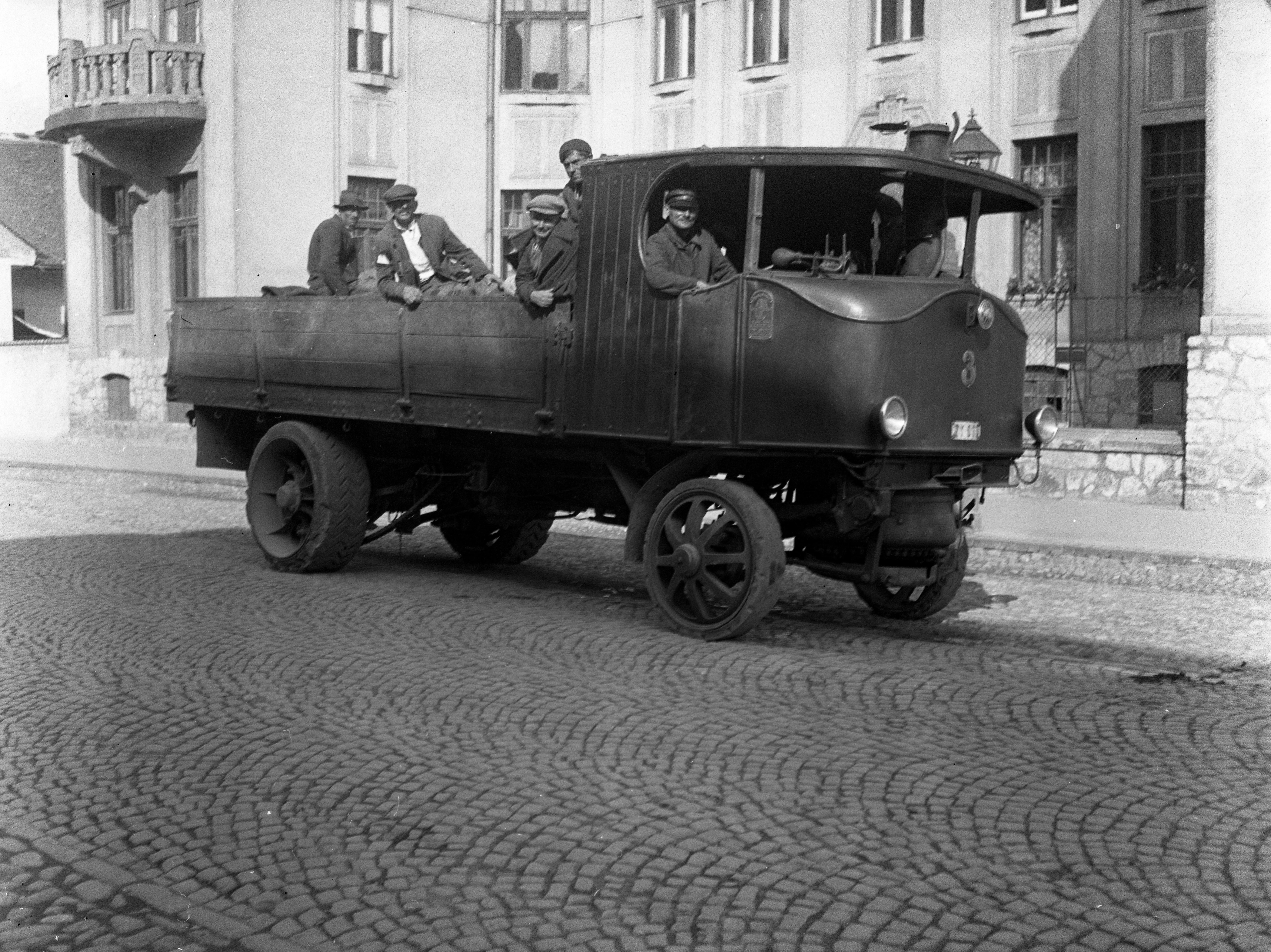
Паровой грузовик Škoda Sentinel в 1939 году.

Грузовики Škoda Sentinel производились на заводе Шкода в период между 1924 и 1935 годами по лицензии компании «The Sentinel Wagon Works Ltd». Это медленное, но мощное транспортное средство производилось в нескольких модификациях. Конкуренцию на рынке паровых грузовиков в Чехословакии ему составляли машины, изготовленные по лицензии компании «Гаррет» под наименованием «Адамов-Гарретт» между 1925 и 1927 годами.Хотя тормоза работали только на задних колесах, однако машину еще можно было притормозить, закрыв пар в паровом двигателе, который затем действовал как компрессор — что считалось большим преимуществом перед двигателем внутреннего сгорания. Котел был трубчатым. Испарительная поверхность котла — 5,06 м2. Корпус грузовика был сделан из дерева и стали, а в кабине был доступ к угольному бункеру для хранения 300 кг топлива. Как и английский прототип, автомобиль имел рулевую колонку с правой стороны кабины (дорожное движение в Чехословакии было левосторонним до 1938 года). В задней части рамы имелся бак для 800 литров воды (однако запас хода этих грузовиков был лишь 40 км при рабочей скорости 15-25 км/ч.). Преимущество паровых грузовиков в дополнение к вышеупомянутым хорошим тормозным характеристикам заключалось в том, что меньший износ движущихся частей, из-за более низких скоростей работы парового двигателя, и снижение расхода масла и делали их менее накладным в эксплуатации. В годы войны независимость парового транспорта от дефицитного бензина (или дизельного топлива) оказалась весьма выгодной. Автомобили Škoda-Sentinel работали, например, в Праге, до середины 1950-х годов.

## Модельный ряд
- 1905—1923 Standard
- 1923—1931 Super Sentinel
- 1927— DG (double-geared)

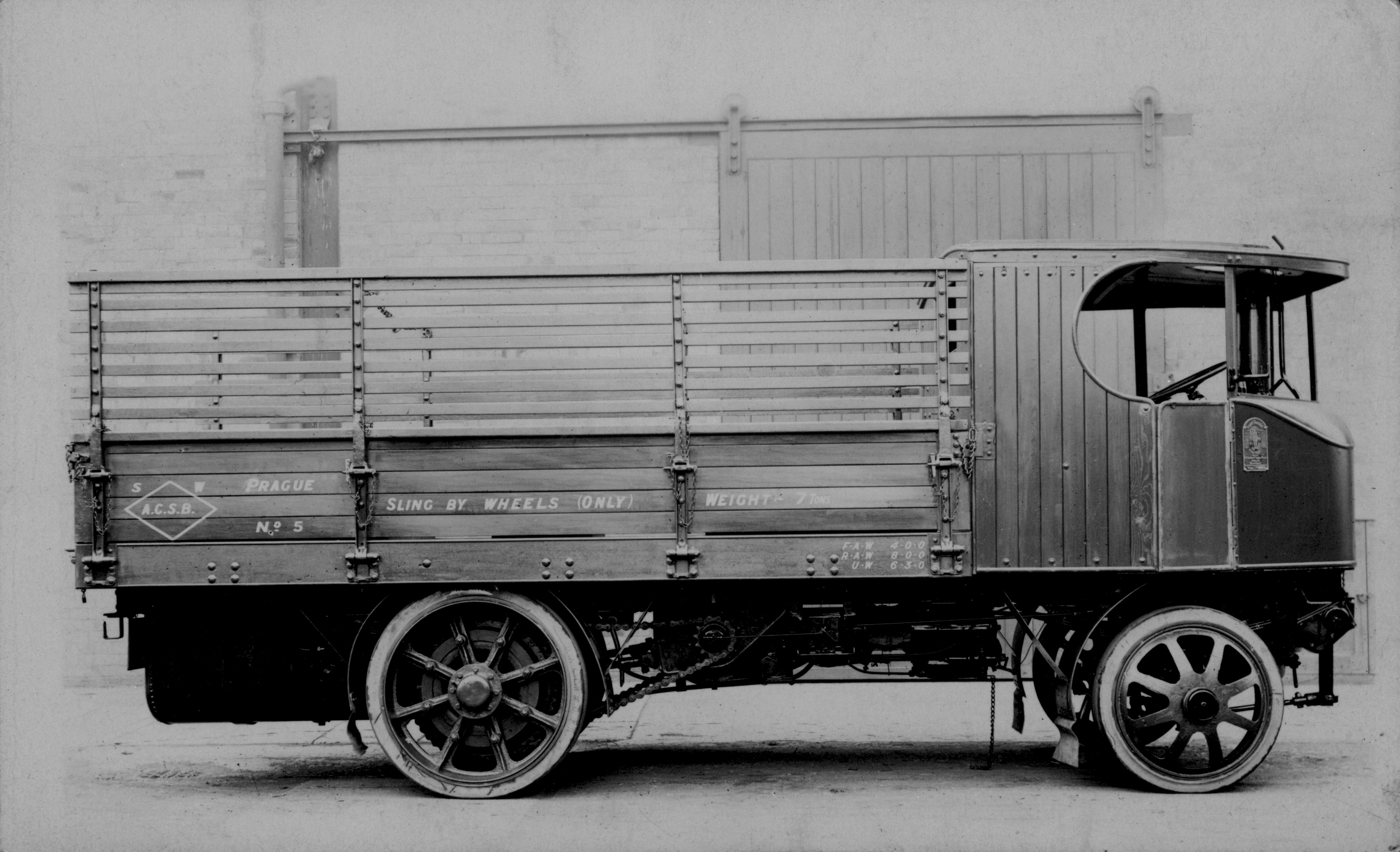
1905—1923 Standard

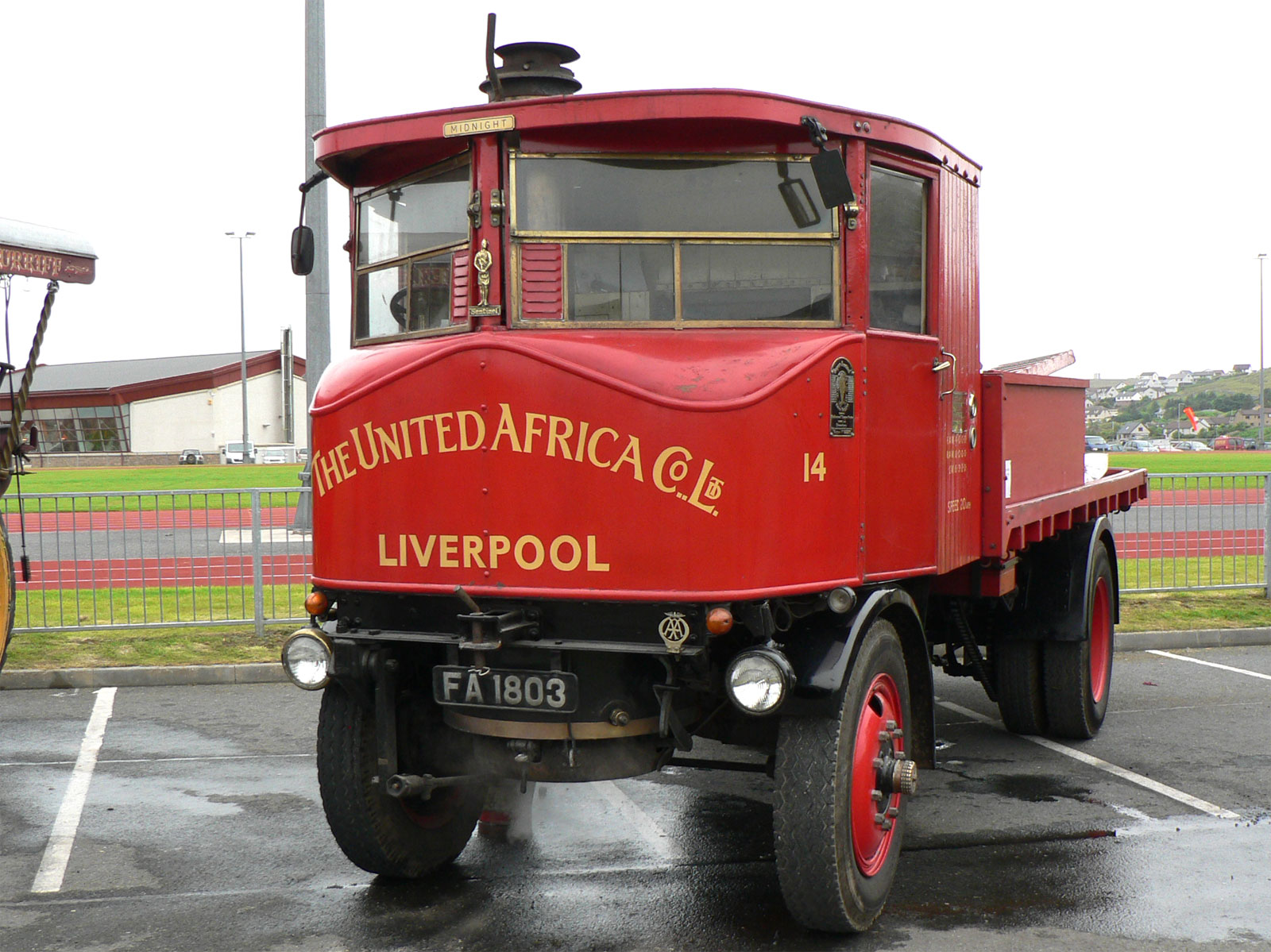
1924 Super Sentinel

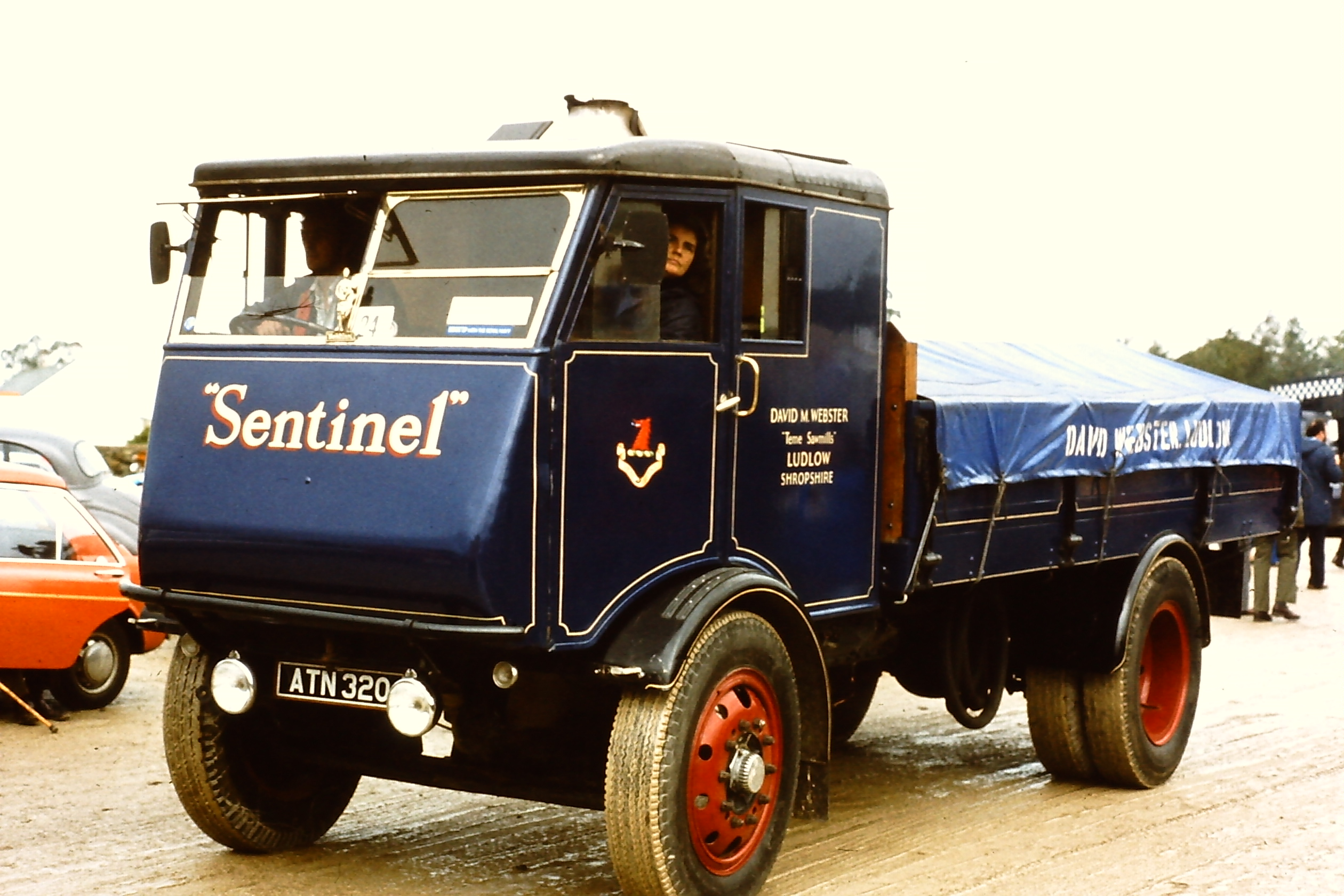
Sentinel_S4. 1934

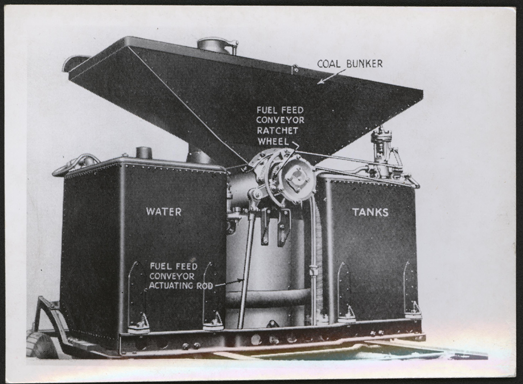
Sentinel_S4.

- 1931— SDDG4 (shaft-drive double-geared 4-wheeler)
- 1932— Lightweight Super
- 1933— S4 (shaft-drive 4-wheeler)
- 1938— HSG (high-speed-gas)
- Alley & MacLellan 5-ton waggon (1906) — Была выпущена первая паровая грузовая машина — фургон Sentinel, обычно называемый «Стандартной».
- Super Sentinel (1923)
- Sentinel DG4 (1926)
- Sentinel DG6
- Sentinel DG8 (1929)
- Sentinel S4 (1930)
- Sentinel S6
- Sentinel S8

## Технические характеристики наиболее популярной модели
- Вес (полный бак): около 8 тонн
- Грузоподъемность: 4-6 тонн

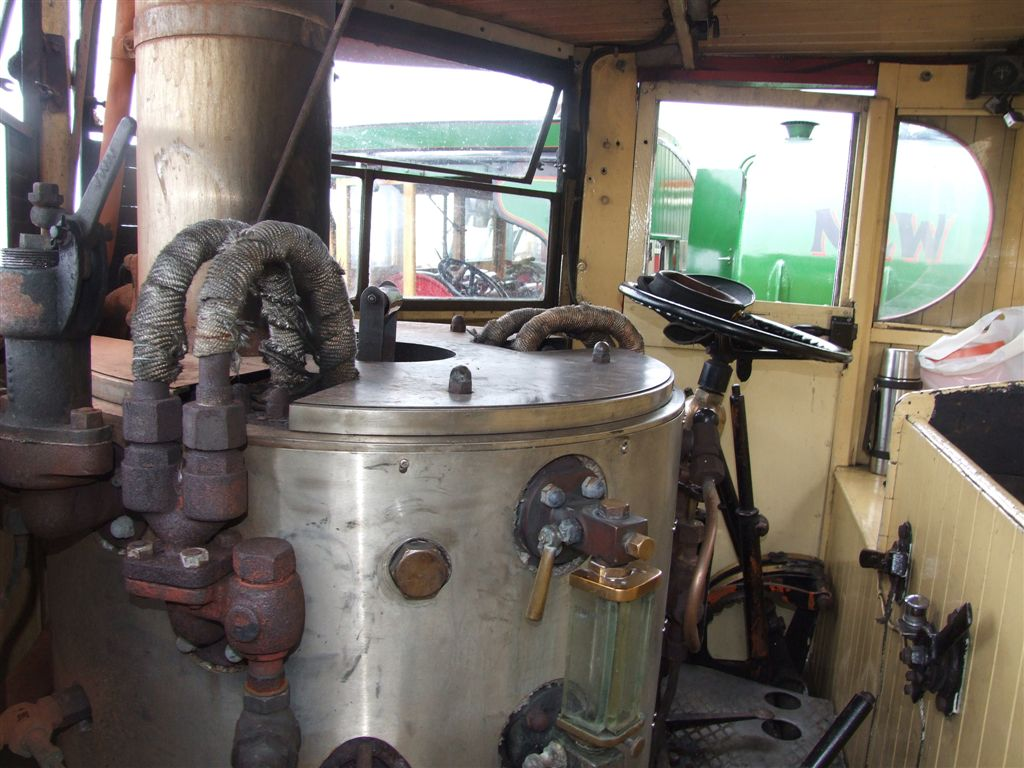

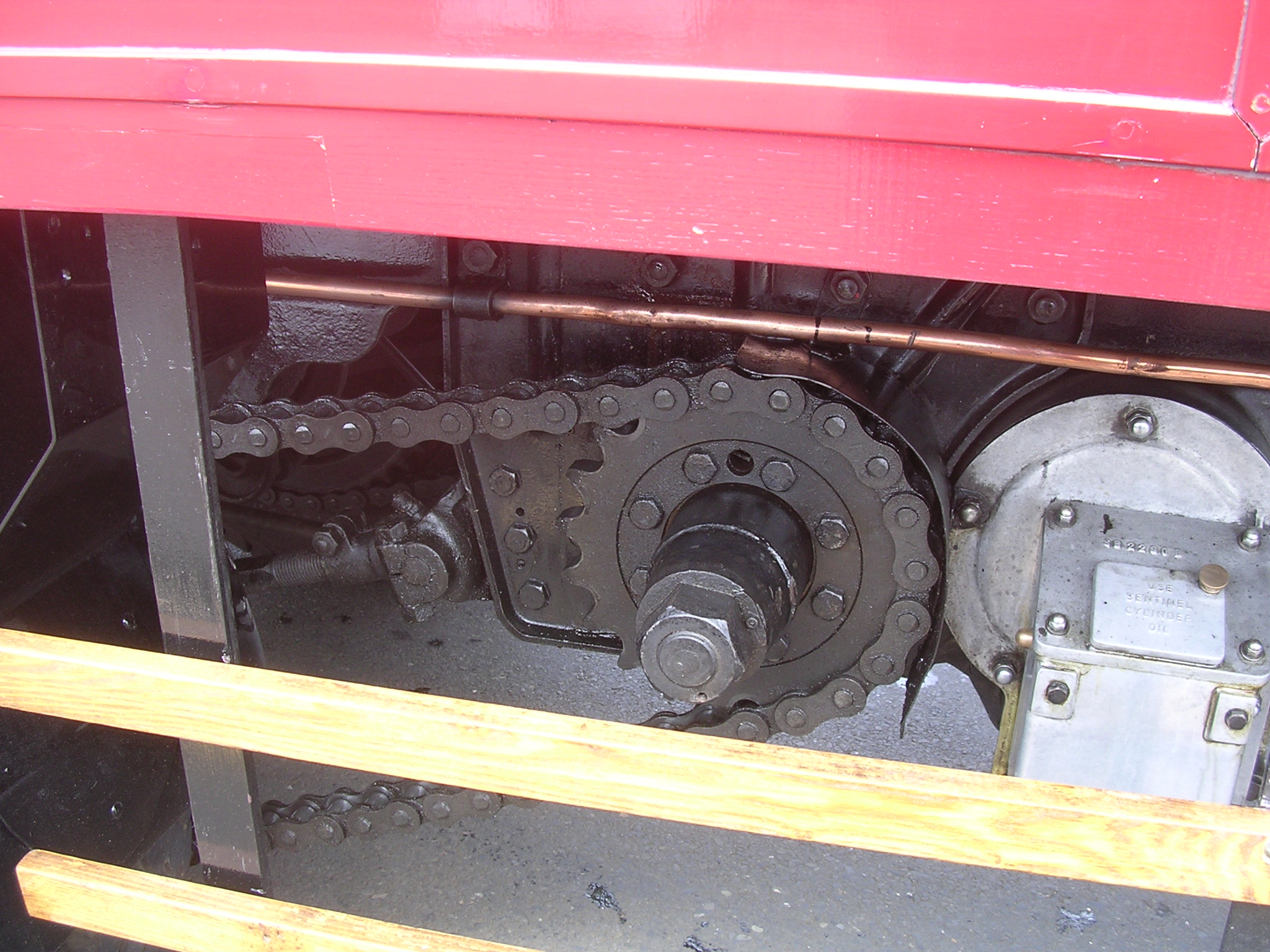
Цепная передача

- Двигатель: лежащий между осями двухцилиндровый паровой двигатель среднего давления (15-20 ат), диаметр цилиндра 170 мм, ход 230 мм
- Мощность: 70 л. с. при 250 об/мин и давлении пара в 19 бар
- Максимальная скорость: 25 км/ч
- Топливо: уголь, кокс, брикеты, древесный уголь, дерево. Были также варианты на жидком нефтяном топливе.
- Объем бункера/бака: 300 кг угля, 800 л воды
- Расход топлива/воды: 4-5 кг угля и 30 литров воды на км
- Запас хода по шоссе: 40 км при скорости 15 км/ч
- Передача: 2 цепи на задних колесах
- Тормозная система: две пары колодок в задних колесах
- Шины: эластичная резина, передняя, D = 900/720 мм × ширина 180 мм, задние спаренные колеса D = 1050/850 мм ширина × 180 мм

## Галерея

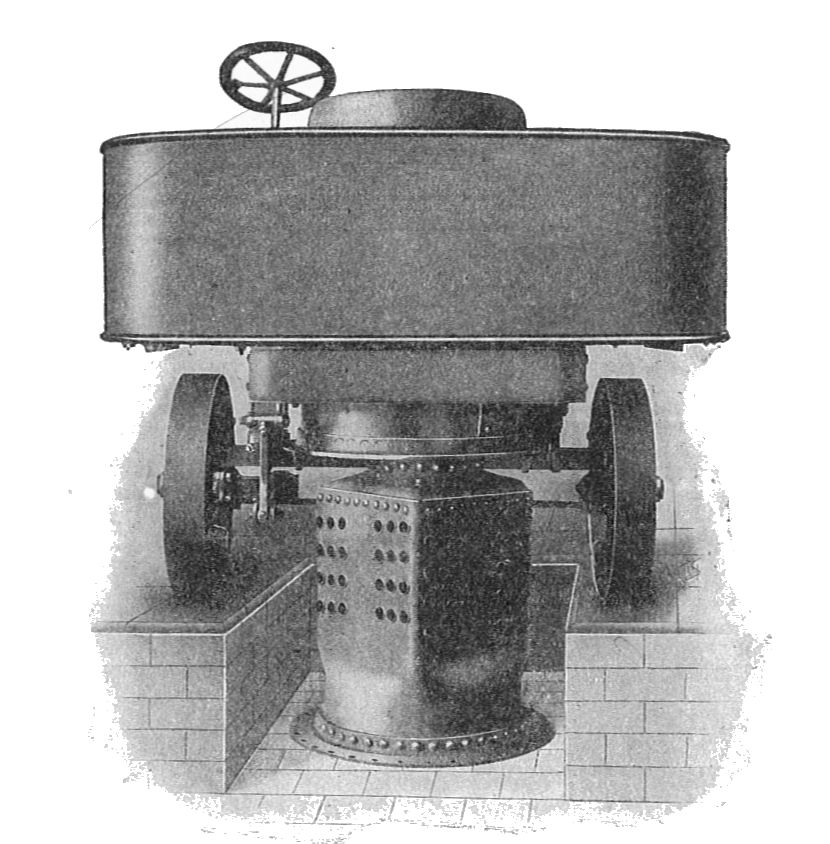
Цилиндрическая часть котла
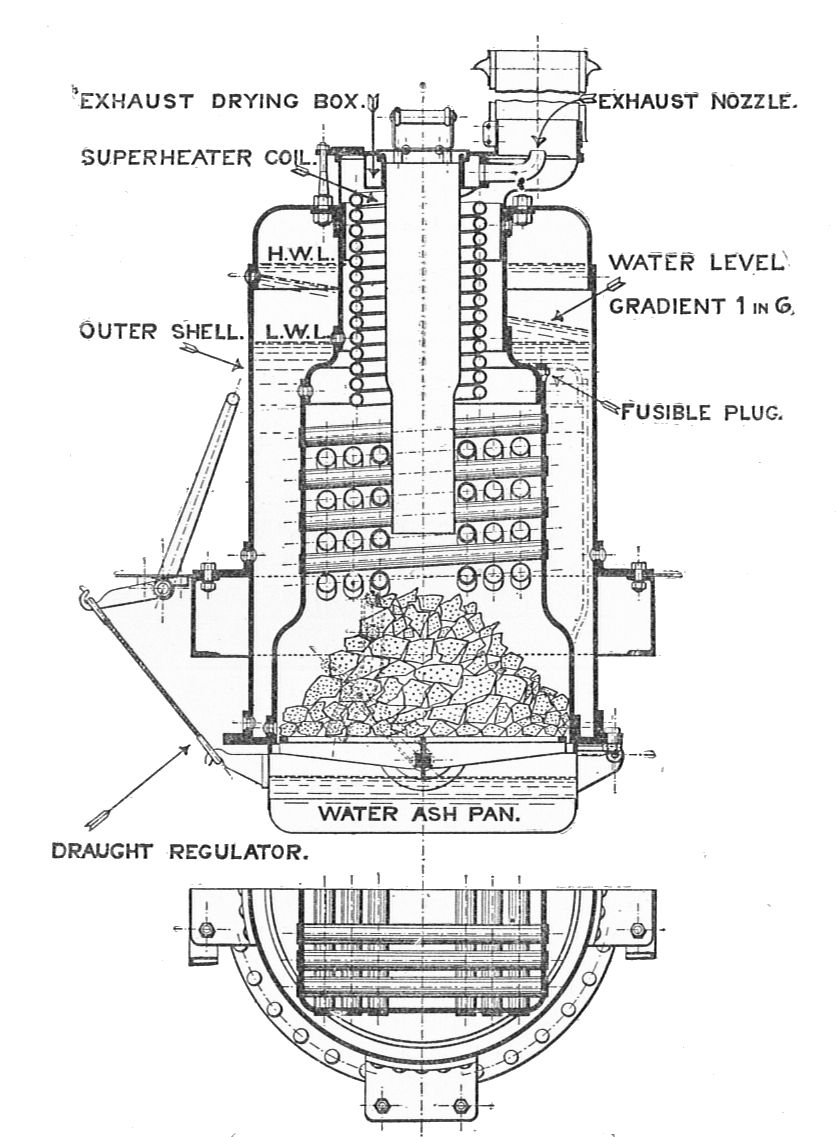
Вертикальный котёл паромобиля марки Sentinel.
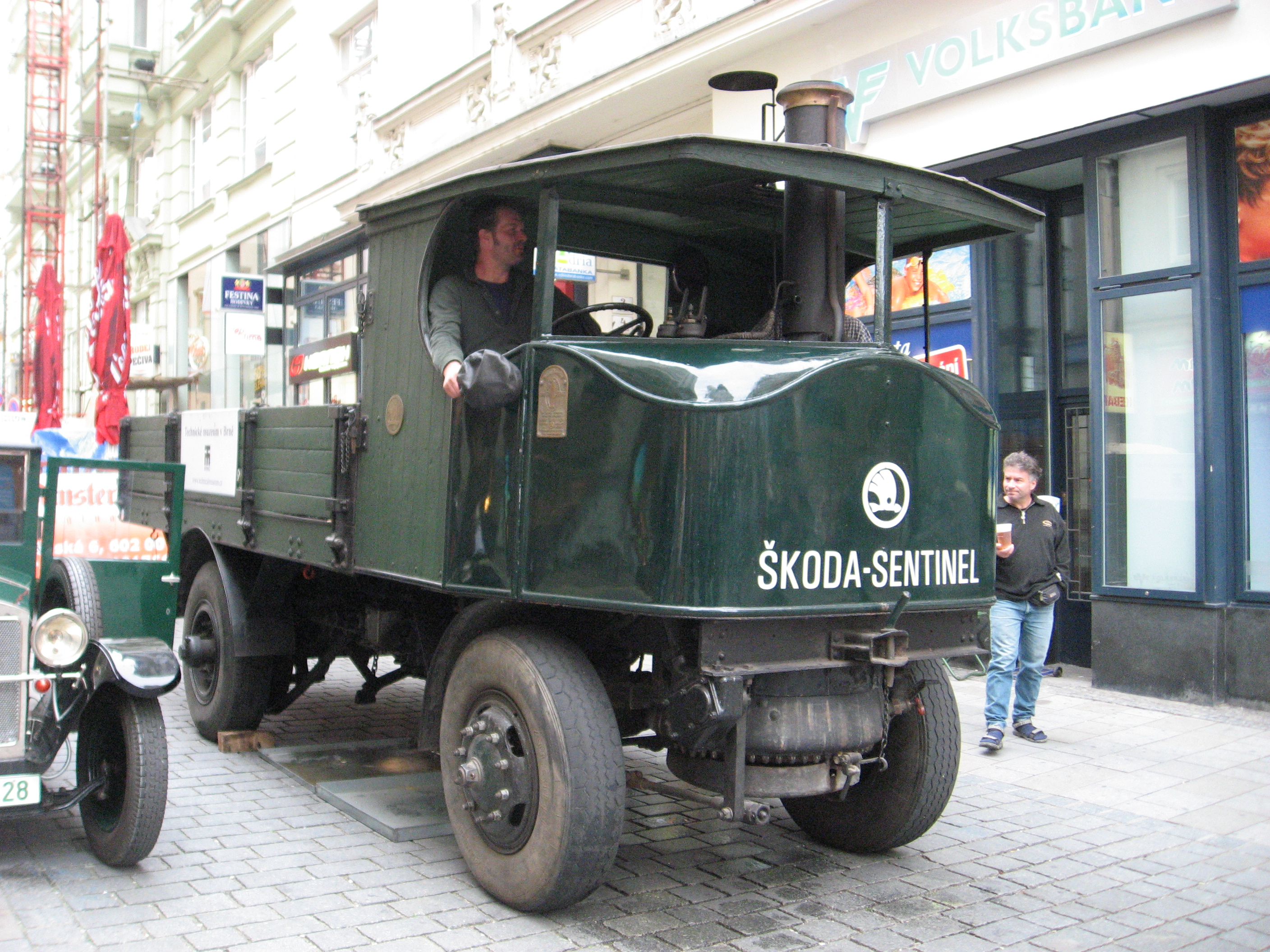
5-тонный автомобиль английской фирмы Сентинел (Sentinel 1924-1935). Топка установлена перед шофером, который также является кочегаром
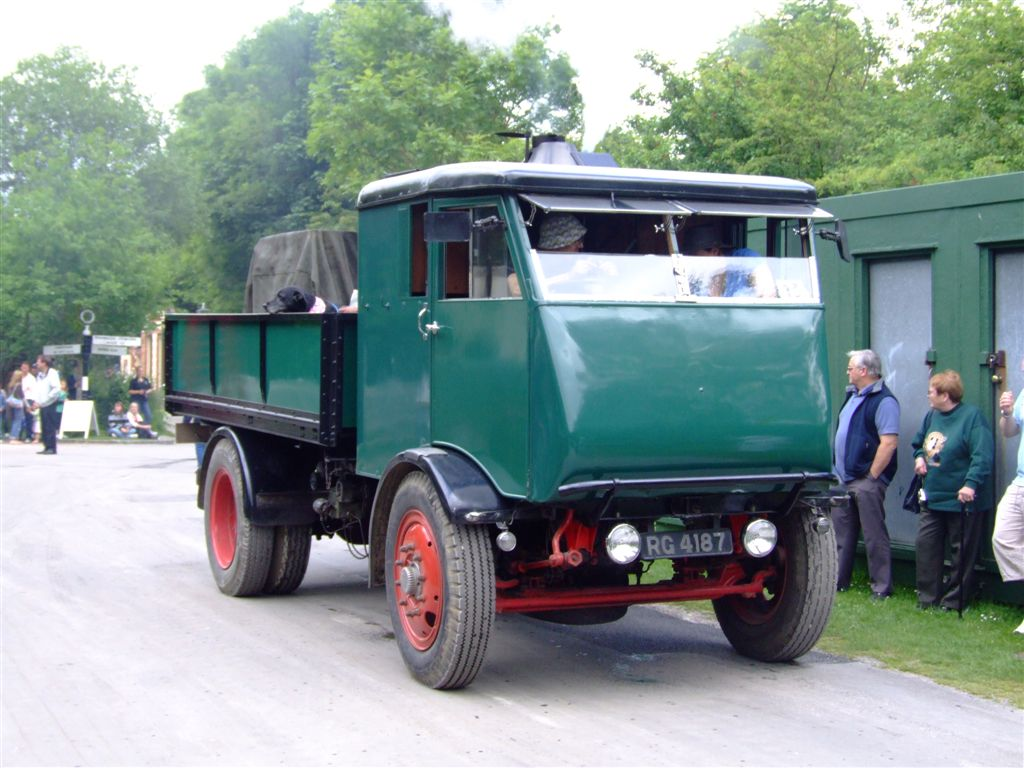
Паровой грузовик Сентинел модели VBT 1933 года был технически более совершенен и имел автоматическую топку тем самым не отвлекая шофера от управления машиной. экземпляр был приобретен НАМИ в 1936 для исследования, который возможно был использован при разработке грузового автомобиля НАМИ .